# Parsteinsee
Parsteinsee là một đô thị ở the huyện Barnim trong Brandenburg thuộc Đức. Đô thị này có diện tích 16,91 km², dân số thời điểm ngày 31 tháng 12 năm 2006 là 557 người.